# 乔瓦尼·巴蒂斯塔·阿米奇
乔瓦尼·巴蒂斯塔·阿米奇（義大利語：Giovanni Battista Amici，1786年3月25日—1863年4月10日）是一位意大利天文学家、显微镜学家和植物学家。

## 生平
阿米奇出生于摩德纳（今意大利）。在博洛尼亚学习后，他成为摩德纳数学教授，并于1831年被任命为摩德纳公国研究总监。几年后，他被任命为佛罗伦萨观测台台长，并在自然历史博物馆讲课。阿米奇于1863年在佛罗伦萨去世。

## 成就
他因对反射望远镜镜片，特别是显微镜结构的改进而闻名。他还是一位勤奋而熟练的观察者，不仅致力于双星、木星卫星以及太阳极地和赤道直径的测量等天文学课题，而且还致力于地球大气环流的生物学研究。植物的汁液、植物的果实、滴虫等。他是第一个观察花粉管的人。
他发明了Dipleidoscope和阿米西棱镜。

## 荣誉
月球上的阿米奇环形山及矿物斜碱沸石（Amicite）就是以他的名字命名的。

## 延伸阅读
- Ronchi, Vasco. .  1. New York: Charles Scribner's Sons: 135–137. 1970. ISBN 0-684-10114-9. (Note: this source gives Amici's date of death as 1868).